# Beechcraft Mentor
De Beechcraft T-34 Mentor is een propelleraangedreven, eenmotorig, militair trainingsvliegtuig van Amerikaanse makelij. Het vliegtuig is afgeleid van de Beechcraft Model 35 Bonanza. De vroege versies van de T-34, uit de late jaren veertig en de vroege jaren vijftig, werden aangedreven door een zuigermotor met propeller. Deze werden uiteindelijk opgevolgd door de T-34C Turbo-Mentor, welke met een turbo aangedreven propeller werd aangedreven. De T-34 is na meer dan 60 jaar nog steeds in dienst.

## Ontwerp en ontwikkeling
De T-34 was het geesteskind van Walter Beech, die het vliegtuig ontwikkelde als de Beechcraft Model 45 privévliegtuig in een tijd dat er geen defensiebudget beschikbaar was om een nieuw trainingstoestel aan te schaffen. Beech hoopte dit vliegtuig te verkopen als een alternatief voor de North American T-6 Texan, welke toen in gebruik was bij alle afdelingen van het leger van de Verenigde Staten.
Drie voorlopige designconcepten werden ontwikkeld voor de Model 45, inclusief een met de eigenschap van de Bonanza: de V-staart, maar het uiteindelijke ontwerp dat uitkwam in 1948 met een was uitgerust met een conventionele staart. Dit werd wijder geaccepteerd door de meer conservatieve militairen. De staart bestond uit een relatief grote niet-pijlvormige verticale vleugel welke 10 jaar later ook op het tweemotorige Travel Air vliegtuig werd gebruikt. De romp van de Bonanza welke plaats bood aan 4 passagiers werd vervangen door een smallere romp met een tweepersoons cockpit en een bubble canope, waardoor de leerling en de instructeur beter zicht hadden. Structureel gezien is de Model 45 veel sterker dan de Bonanza, omdat deze ontworpen was voor +10 g en -4,5 g, terwijl de Continental E-185 motor met 185 pk met opstijgen (minder dan een derde van de kracht van de motor van de T-6) dezelfde was als de motor van de Bonanzas.
Na het prototype werden er drie versies Model A45T gemaakt, twee hiervan werden uitgerust met dezelfde motor als het prototype en de derde met een Continental E-225. De laatste van de prototypes kwam het dichtst bij de uiteindelijke versie. De productie begon pas in 1953, toen Beechcraft begon met het leveren van T-34As aan de United States Air Force en Model B45s voor de export. De productie van de T-34B voor de United States Navy begon in 1955, in deze versie waren een aantal veranderingen doorgevoerd.

## Varianten
YT-34
Prototype, 3 gebouwd.
T-34A
US Air Force trainingstoestel. Vervangen door de Cessna T-37 rond het jaar 1960 (450 built).
T-34B
US Navy trainingstoestel. Gebruikt tot 1976, wanneer VT-1 and VT-5 buiten dienst werden gesteld. Deze werd vervangen door de T-34C (423 gebouwd door Beechcraft). T-34Bs werden gevlogen door piloten van de Navy Recruiting Command tot midden in de 1990s.
YT-34C
2 T-34Bs werden uitgerust met turbopropellers en werden gebruikt als T-34C prototypes.
T-34C Turbo-Mentor
Tweezits primair trainingstoestel, uitgerust met een turboprop.
T-34C-1
Uitgerust met hardpoints voor training en lichte aanvallen. Deze versie kon 540 kg aan bewapening aan 4 onder de vleugen gemonteerde pylons. De bewapening kan flares, brandbommen, raketten, wapenhouders of antitankraketten. Deze versie is op grote schaal geëxporteerd.
Turbo-Mentor 34C
Civiele variant.
Allison Turbine Mentor
Ombouw overtollige T-34 Mentor. Deze werden aangedreven door Allison Model 250 turboprops.

## Specificaties

### Data uitJanes's All The World's Aircraft 1988–89

#### Algemeen
- Bemanning: 2
- Lengte: 8,750 m
- Spanwijdte: 10,157 m
- Hoogte: 2,92 m
- Vleugeloppervlakte: 16,69m^2
- Leeggewicht: 1.343 kg
- Maximaal gewicht: 1950 kg (T-34C-1 wapentrainingstoestel: 2500 kg)
- Brandstofcapaciteit: 490 L
- Motor: 1x Pratt & Whitney Canada PT6A-25, 550 pk (410kW)
- Propellers: 3-bladige Hartzell constante snelheid

#### Prestaties
- Kruissnelheid: 300-400 km/h
- Maximale snelheid: 520km/h
- Actieradius: 1.311 km met 330 km/h op 6.100 meter hoogte
- Dienstplafond: 9.100 m
- Maximale G-krachten: +6, -3
- Klimsnelheid: 7,5 m/s

#### Bewapening
- Hardpoints: 4 met 272 kg binnenboord en 136 kg buitenboord, samen 408 kg